# 시몬 세구앵
시몽 세구앙(fr; 1925년 10월 3일 – 2023년 2월 21일)은 니콜 미네(fr)라는 전쟁 가명으로도 알려져 있으며, 제2차 세계 대전 중 레지스탕스 투사였다. 그녀의 첫 저항 활동 중 하나는 독일 순찰대원에게서 자전거를 훔치는 것이었는데, 그녀는 이 자전거를 메시지를 전달하는 데 사용했다. 그녀는 독일군 포로를 잡고, 열차를 전복시키고, 사보타주 행위를 하는 등 대규모 또는 위험한 임무에 참여했다.

## 어린 시절
세구앙은 1925년 10월 3일 샤르트르 근처의 프랑스 마을인 티바르에서 태어났다. 그녀는 세 명의 오빠와 함께 자랐다. 그녀의 아버지는 제1차 세계 대전에서 훈장을 받은 군인이었다. 그녀는 14세까지 학교에 다녔고, 그 후 가족 농장에서 일하기 시작했다.

## 레지스탕스 활동

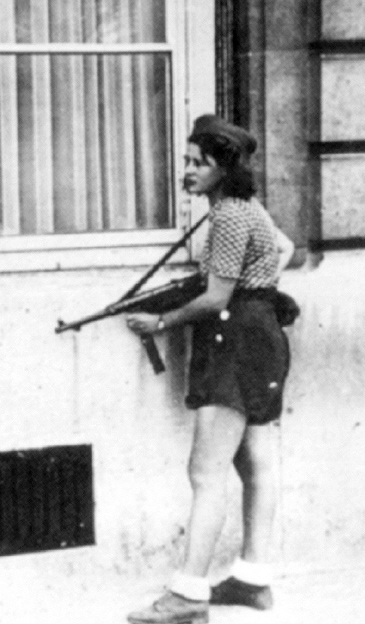
1944년 8월 29일의 세구앙

1944년 라이프지에 "샤르트르의 여성 빨치산"이라는 제목으로 실린 잭 벨든과의 인터뷰에서 세구앙과 "롤랑 중위"는 세구앙이 17세 때 둘이 만나면서 레지스탕스에 가담하게 되었다고 설명했다. 중위는 그녀에게 기관단총 사용법을 가르쳤고 세구앙을 다른 그룹 구성원들에게 소개했다. 프랑스 자유사격병과 빨치산 – 공산주의 저항군 –에 가입하기 위해 세구앙은 니콜 미네라는 가짜 신분증을 얻었다. 이 신분증은 그녀가 전쟁 초기에 폭격당한 항구인 됭케르크 출신임을 나타내어 독일군이 신분증의 진위를 확인하기 어렵게 만들었다.
세구앙은 처음에는 심부름꾼으로 다른 작은 일을 수행하며 시작했고, 나중에는 성공적인 "열차 폭파 작전"에 참여한 후 더 적극적으로 활동하게 되었다. 롤랑 중위는 롤랑 부르시에였으며, 세구앙은 그와 사이에 여섯 명의 자녀를 두었다. 이 부부는 결혼하지 않았으며, 모든 자녀는 세구앙의 성을 사용했다.
세구앙은 1944년 8월 23일 샤르트르 해방과 이틀 후 파리 해방에 참여했다. 그녀는 레지스탕스에서의 자신의 역할에 대해 다음과 같이 말했다.
나는 레지스탕스를 위해 싸웠을 뿐입니다. 다시 시작해야 한다면 그렇게 할 것입니다. 후회는 없으니까요. 독일군은 우리의 적이었고, 우리는 프랑스인이었습니다.
세구앙은 그녀가 참여한 독일군 25명 포획 작전이 있은 지 몇 주 후 미국 사진작가 로버트 카파의 사진이 라이프지에 실리면서 국제적인 명성을 얻었다. 벨든은 그녀에 대한 글을 다음과 같이 결론지었다.
나는 니콜에게서 일반적으로 말하는 강인함의 흔적을 찾을 수 없었다. 평범한 농장 생활 후, 그녀는 현재의 일을 스릴 있고 신나는 일로 여긴다. 이제 전쟁이 그녀의 고향 지역을 넘어서자 그녀는 농장으로 돌아갈 생각조차 하지 않는다. 그녀는 빨치산과 함께 나머지 프랑스를 해방하는 데 도움을 주고 싶어 한다.

## 전후
그녀는 1946년에 소위 계급을 받았고, 레지스탕스에서의 공로로 크루아 드 게르 훈장을 받았다. 전쟁 후 세구앙은 샤르트르에서 소아과 간호사가 되었다. 그녀가 살았던 쿠르빌쉬르외르의 한 거리는 그녀의 이름을 따서 명명되었다. 이러한 영광에 대해 세구앙은 "사람들이 내 인생의 이 시기에 무관심하지 않다는 것을 알게 되어 매우 기쁘다"고 말했다. 2020년, 티바르의 마을 회관은 세구앙의 이름을 따서 명명되었다. 그녀는 2021년 RMC 데쿠베르트에서 방영된 프랑스 다큐멘터리의 주제였다. 2021년 7월 14일, 그녀는 프랑스 최고 훈장인 레지옹 도뇌르 슈발리에에 임명되었다.
세구앙은 2023년 2월 21일 97세의 나이로 사망했다.

## 같이 보기
- 앙드레 보렐
- 드니즈 블로흐
- 리즈 드 바야삭
- 잔느트 기요